# Jan Gorazdowski
Jan Nepomucen Gorazdowski przybrane nazwiska Bumza, Jerzy Janowski, Jan Jerzewski; ps. „Wolański” (ur. 9 maja 1896 w Sokołowie Podlaskim, zm. 27 marca 1957 w Warszawie) – pułkownik piechoty Wojska Polskiego.

## Życiorys
Urodził się 9 maja 1896 w rodzinie notariusza Bolesława i Zofii z Krassowskich. W 1914 ukończył Gimnazjum Wojciecha Górskiego w Warszawie, a następnie studiował przez rok w Szkole Sztuk Pięknych (późniejsza Akademia). Należał do tajnego skautingu i Polskich Drużyn Strzeleckich w czasie nauki w gimnazjum. W 1915 wraz z rodziną był ewakuowany w głąb Rosji i został we wrześniu tego samego roku powołany do służby w armii rosyjskiej. Ukończył Oficerską Szkołę Piechoty w Kijowie i objął po jej ukończeniu obowiązki dowódcy kompanii w 207 pułku piechoty. We wrześniu 1916 był ranny. Dowódca kompanii w l Korpusie Polskim na Wschodzie od marca 1917 do czerwca 1918.
W Wojsku Polskim od listopada 1918, początkowo jako dowódca kompanii w 34 pułku piechoty, adiutant XXX Brygady Piechoty (od września 1920) i referent Oddziału I Dowództwa Okręgu Generalnego I Warszawa (od marca 1921). Pełnił obowiązki dowódcy kompanii w 15 pułku piechoty od marca 1922, a od stycznia 1923 był adiutantem komendanta Doświadczalnego Centrum Wyszkolenia w Rembertowie. Dowodził ponownie kompanią, początkowo w 61 pułku piechoty (od października 1928), a później od kwietnia 1930 w 20 pułku piechoty. Był od kwietnia 1933 referentem organizacyjnym Okręgowego Urzędu PW i WF Dowództwa Okręgu Korpusu Nr V Kraków, a inspektorem PW i WF Dowództwa Okręgu Korpusu Nr I Warszawa od lutego 1938.
We wrześniu 1939 dowodził stołecznym harcerskim batalionem Przysposobienia Wojskowego, z którym walczył od 25 września w składzie grupy gen. Wilhelma Rückemana, a od 1 października Samodzielnej Grupy Operacyjnej „Polesie” gen. Franciszka Kleeberga. Przedostał się do Warszawy po bitwie pod Kockiem. Od połowy października 1939 pełnił w stopniu majora obowiązki szefa Wydziału I Komendy Okręgu Warszawa-Miasto Służby Zwycięstwu Polski-Związku Walki Zbrojnej-Armii Krajowej. Rozkazem L.65/BP z 11 listopada 1942 został mianowany podpułkownikiem służby stałej, a szefem Biura Personalnego w Oddziale I Komendy Głównej AK był od 1 lutego 1943. Podczas powstania warszawskiego był odcięty na Mokotowie, a po jego upadku pełnił ponownie funkcję szefa Biura Personalnego KG AK, aż do stycznia 1945. W styczniu 1945 po rozwiązaniu AK pełnił analogiczną funkcję w sztabie „Nie”, a następnie Delegaturze Sił Zbrojnych. Został 4 sierpnia 1945 aresztowany, a 12 września zwolniony. Po ujawnieniu się był do listopada 1945 zastępcą płk. Jana Mazurkiewicza, przewodniczącego Komisji Likwidacyjnej Obszaru Centralnego b. AK. Zweryfikowany w stopniu pułkownika służby stałej ze starszeństwem z dniem 1 stycznia 1945. Prowadził wspólnie z Janem Mazurkiewiczem i J. K. Plutą–Czachowskim „Bazar Krajowy” w Warszawie przy ul. Nowogrodzkiej 26. 13 stycznia 1949 był ponownie aresztowany i na podstawie fałszywych oskarżeń wyrokiem Rejonowego Sądu Wojskowego w Warszawie z 7 grudnia 1953 skazany na 15 lat więzienia. 24 marca 1956 został zwolniony i 30 marca tego samego roku zrehabilitowany.
Zmarł 27 marca 1957 w Warszawie. Został pochowany na Cmentarzu Wojskowym na Powązkach (kwatera A24-6-13).

## Awanse
- major – 1938
- podpułkownik – 11 listopada 1942
- pułkownik – 1 stycznia 1945

## Ordery i odznaczenia
- Krzyż Srebrny Orderu Wojennego Virtuti Militari (1945)
- Krzyż Walecznych (trzykrotnie, 28 września 1944)
- Złoty Krzyż Zasługi z Mieczami (22 września 1944)
- Złoty Krzyż Zasługi (10 listopada 1938)[7]
- Srebrny Krzyż Zasługi (25 maja 1929)[8]